# فيرجينيا مارتن
فيرجينيا مارتن (بالإنجليزية: Virginia Martin)‏ هي مغنية وممثلة أمريكية، ولدت في 17 يونيو 1919 في تينيسي في الولايات المتحدة، وتوفيت في 7 مارس 1971 في تشاتانوغا في الولايات المتحدة.

## وصلات خارجية
- فيرجينيا مارتن على موقع IMDb (الإنجليزية)
- فيرجينيا مارتن على موقع ميوزك برينز (الإنجليزية)
- فيرجينيا مارتن على موقع قاعدة بيانات برودواي على الإنترنت (الإنجليزية)
- فيرجينيا مارتن على موقع ديسكوغز (الإنجليزية)
- فيرجينيا مارتن على موقع قاعدة بيانات الفيلم (الإنجليزية)